# 郭田镇
郭田镇，是中华人民共和国广东省梅州市五华县下辖的一个乡镇级行政单位。

## 行政区划
郭田镇下辖以下地区：
郭田社区、湖华村、再下村、布美村、空南村、龙潭村、郭田村、横塘村、双光村、坪上村、三坑村、蕉州村和石团村。